# Фамагуста
Фамагуста (грец. Αμμόχωστος, тур. Gazimağusa) — місто на північно-східному узбережжі Кіпру. Де-факто контролюється Турецькою Республікою Північного Кіпру. Значний порт.

## Клімат
Місто знаходиться у зоні, котра характеризується середземноморським кліматом. Найтепліший місяць — липень із середньою температурою 26.7 °C (80 °F). Найхолодніший місяць — січень, із середньою температурою 12.2 °С (54 °F).
| Клімат Фамагусти        | Клімат Фамагусти | Клімат Фамагусти | Клімат Фамагусти | Клімат Фамагусти | Клімат Фамагусти | Клімат Фамагусти | Клімат Фамагусти | Клімат Фамагусти | Клімат Фамагусти | Клімат Фамагусти | Клімат Фамагусти | Клімат Фамагусти | Клімат Фамагусти |
| Показник                | Січ.             | Лют.             | Бер.             | Квіт.            | Трав.            | Черв.            | Лип.             | Серп.            | Вер.             | Жовт.            | Лист.            | Груд.            | Рік              |
| Середній максимум, °C   | 16,1             | 16,7             | 18,3             | 22,2             | 25               | 28,9             | 31,1             | 31,7             | 30               | 26,7             | 22,2             | 17,8             | 23,9             |
| Середня температура, °C | 12,2             | 12,2             | 13,9             | 17,2             | 20,6             | 23,9             | 26,7             | 26,7             | 24,4             | 21,7             | 17,2             | 13,9             | 19,2             |
| Середній мінімум, °C    | 8,3              | 8,3              | 9,4              | 12,8             | 15,6             | 19,4             | 21,7             | 21,7             | 19,4             | 16,1             | 12,2             | 9,4              | 14,5             |
| Норма опадів, мм        | 71               | 71               | 42               | 11               | 12               | 4                | 0                | 2                | 6                | 18               | 38               | 95               | 370              |
| ----------------------- | ---------------- | ---------------- | ---------------- | ---------------- | ---------------- | ---------------- | ---------------- | ---------------- | ---------------- | ---------------- | ---------------- | ---------------- | ---------------- |
| Джерело: Weatherbase    |                  |                  |                  |                  |                  |                  |                  |                  |                  |                  |                  |                  |                  |

## Пам'ятники архітектури
- міські стіни і цитадель (14-15 ст.);
- готичний собор Св. Миколая, нині мечеть Лала Мустафи-паші (початок 14 ст.);
- Мечеть Хайдар-паші (церква Св. Катерини)
- собор Петра і Павла (14 ст.), нині мечеть Сінан-паші.
- ренесансний палац (1552—1554) та бастіон Мартіненго (1558—1562), обидва роботи архітектора Дж. Санмікелі;
- археологічний музей.

На північ від Фамагусти розташоване село Енгомі, в якому збереглось поселення мікенської епохи та стародавнє місто Саламін із руїнами елліністичних будівель.